# Сороколетов, Валерий Дмитриевич
Валерий Дмитриевич Сороколетов (1937—2003) — советский учёный в области управления космическими аппаратами, участник Советской лунной программы, кандидат технических наук (1974). Лауреат Государственной премии СССР (1970).

## Биография
Родился 9 ноября 1937 года в городе Брянск в семье рабочего, в период Великой Отечественной войны семья была эвакуирована в город Усть-Катав, Челябинской области.

### Научная работа в ОКБ-1
С 1958 по 1961 год обучался на факультете специального машиностроения
Московского высшего технического училища имени Н. Э. Баумана. С 1960 по 1965 год на научно-исследовательской работе в ОКБ-1 под руководством академика С. П. Королёва в должности инженера и старшего-инженера-телеметриста  Отдела измерений и испытаний. В. Д. Сороколетов был участником разработки автоматических станций для полёта на Луну, Венеру и Марс и в составе оперативной группы участвовал в проведении оперативных репортажей из НИП-10, занимался проектированием и лётными испытаниями телеметрических систем двухступенчатой межконтинентальной баллистической ракеты «Р-7» и одноступенчатой жидкостной геофизической ракеты «Р-11А».

### Научная работа в ЦНИИ машиностроения
С 1965 по 1996 год на научно-исследовательской работе в ЦНИИ машиностроения  в должностях:  руководителя группы и лаборатории, заместитель начальника и с 1967 года — начальник отдела № 83, с 1970 по 1973 год — заместитель начальника Координационно-вычислительного центра.
С 1973 по 1985 год был одним из организаторов и заместителем руководителя Центра управления космическими полётами. На этой должности В. Д. Сороколетов занимался согласованием технической документации, терминологии, моделей движения космических аппаратов и новых комплексов технических средств для обеспечения реализации экспериментального проекта «Союз — Аполлон». Был участником управления модернизированными многоместными транспортными пилотируемыми космическими кораблями серии «Союз» в пилотируемом и беспилотном вариантах. В 1975 году участвовал в организации подразделений командно-программного обеспечения управления совместным полётом космических кораблей советского союза «Союз-19» и американского «Аполлон» с их стыковкой на орбите и взаимными переходами членов экипажей из корабля на корабль. В. Д. Сороколетов был участником обработки телеметрической информации по таким программам как «Е6» для работы по мягкой посадке автоматической межпланетной станции на Луну, планетоход, предназначенный для передвижений по поверхности Луны «Луноход», серии советских автоматических межпланетных станций для исследования Луны «Е8-5» и «Е8-5М» — для посадки на Луну и доставки лунного грунта с Луны на Землю, «Р-11А-МВ-9» для работы по  отработке телеметрической аппаратуры межпланетных автоматических станций для исследований Венеры и Марса, ракетно-космического комплекса состоящего из ракеты-носителя сверхтяжёлого класса «Н-1» и двухместного экспедиционного космического корабля советской лунно-посадочной пилотируемой программы «Л-3» для пилотируемого полёта на Луну с посадкой на её поверхность.
В 1970 году «закрытым» Постановлением ЦК КПСС и СМ СССР «За создание Координационно-вычислительного центра управления космическим аппаратами» В. Д. Сороколетов был удостоен Государственной премии СССР в области науки и техники.
С 1985 по 1996 год — руководитель сектора, и с 1996 по 2000 год — ведущий научный сотрудник ЦНИИ машиностроения.
Скончался 10 мая 2003 года в Москве, похоронен на Невзоровском кладбище в Московской области.

## Награды
- Орден Трудового Красного Знамени (1978)
- Государственная премия СССР в области науки и техники (1970)